# Hymenophyllum malcolm-smithii
Hymenophyllum malcolm-smithii là một loài dương xỉ trong họ Hymenophyllaceae. Loài này được Proctor mô tả khoa học đầu tiên năm 1962.
Danh pháp khoa học của loài này chưa được làm sáng tỏ. 